# Sobennikoffia robusta
Sobennikoffia robusta är en orkidéart som först beskrevs av Rudolf Schlechter, och fick sitt nu gällande namn av Rudolf Schlechter. Sobennikoffia robusta ingår i släktet Sobennikoffia och familjen orkidéer. Inga underarter finns listade i Catalogue of Life.